# اوتیلیا بادسکو
اوتیلیا بادسکو (انگلیسی: Otilia Bădescu؛ زادهٔ ۳۱.۱۰.۱۹۷۰) یک بازیکن تنیس روی میز اهل رومانی است. 
وی در مسابقات کشوری و بین‌المللی در مجموع برنده ۵ مدال طلا، ۴ مدال نقره، ۱۰ مدال برنز شده‌است.